# 2020 ITTF World Tour
2020 ITTF World Tour — 25 сезон «ITTF World Tour», серии соревнований по настольному теннису, ежегодно проводимой Международной федерацией настольного тенниса.
Турниры 2020 года разделяются на два типа: «World Tour Platinum» и просто «World Tour». Турниры серии «Platinum» характеризуются большим призовым фондом и большим количеством присуждаемых за победы рейтинговых очков ITTF, на основе которых будут определены участники декабрьского «ITTF World Tour Grand Finals».
Последний турнир в сезоне 2020 года завершился в марте, все остальные турниры были отменены из-за пандемии.

## События во время сезона 2020 года
В связи со вспышкой COVID-19 в 2020 году большинство турниров как основной серии, так и Challenge было отменено.
29 марта ITTF сообщила о заморозке проведения всех международных турниров под эгидой ITTF до 30 июня.
Через некоторое время все не проведенные до начала пандемии турниры были отменены.

## World Tour
Расписание турниров, опубликовано ITTF.
 World Tour Platinum
 World Tour
 Grand Finals
| Тур | Турнир                     | Стадион Дата                        | Мужской одиночный разряд | Женский одиночный разряд | Мужские пары                   | Женские пары              | Смешанные пары          | Призовой фонд (USD) и анонс |
| --- | -------------------------- | ----------------------------------- | ------------------------ | ------------------------ | ------------------------------ | ------------------------- | ----------------------- | --------------------------- |
| 1   | German Open Магдебург      | GETEC Arena 28 января - 2 февраля   | Сюй Синь                 | Чэнь Мэн                 | Cho Daeseong Чан Уджин         | Чэнь Мэн Ван Маньюй       | Сюй Синь Лю Шивэнь      | 175,000                     |
| 2   | Hungarian Open Будапешт    | Budapest Olympic Hall 18-23 февраля | Томокадзу Харимото       | Мима Ито                 | Патрик Франциска Бенедикт Дуда | Миу Хирано Касуми Исикава | Вон Чаньтхин Ду Хойкем  | 170,000                     |
| 3   | Qatar Open Доха            | Арена Aspire Dome 3-8 марта         | Фань Чжэньдун            | Чэнь Мэн                 | Ма Лун Сюй Синь                | Ван Маньюй Чжу Юйлин      | Дзюн Мидзутани Мима Ито | 400,000                     |
| 4   | Japan Open Китакюсю        | Отменён                             |                          |                          |                                |                           |                         |                             |
| 5   | Hong Kong Open Гонконг     | Отменён                             |                          |                          |                                |                           |                         |                             |
| 6   | China Open Шэньчжэнь       | Отменён                             |                          |                          |                                |                           |                         |                             |
| 7   | Korea Open                 | Отменён                             |                          |                          |                                |                           |                         |                             |
| 8   | Australian Open Джелонг    | Отменён                             |                          |                          |                                |                           |                         |                             |
| 9   | Czech Open Оломоуц         | Отменён                             |                          |                          |                                |                           |                         |                             |
| 10  | Bulgarian Open Панагюриште | Отменён                             |                          |                          |                                |                           |                         |                             |
| 11  | Swedish Open Стокгольм     | Отменён                             |                          |                          |                                |                           |                         |                             |
| 12  | Austrian Open Линц         | Отменён                             |                          |                          |                                |                           |                         |                             |
| 13  | Grand Finals               | Отменён                             |                          |                          |                                |                           |                         |                             |
| Тур | Турнир                     | Стадион Дата                        | Мужской одиночный разряд | Женский одиночный разряд | Мужские пары                   | Женские пары              | Смешанные пары          | Призовой фонд (USD) и анонс |

## Grand Finals
По итогам сезона «2020 ITTF World Tour» лучшие спортсмены должны были принять участие в итоговом турнире года «2020 ITTF World Tour Grand Finals», призовой фонд которого составлял 1 млн. $ USD, однако турнир был отменен.

## ITTF Challenge Series
Дополнительно к 12 этапам «ITTF World Tour», в 2020 году будут проведены соревнования серии «ITTF Challenge Series», которые с 2019 года разделены на соревнованиях двух типов — «Challenge Plus» (минимальный призовой фонд $ 60,000) и «Challenge» (минимальный призовой фонд $ 30,000). В 2020 году пройдёт 7 этапов «Challenge Plus» и 6 этапов «Challenge» (этап в Мексике был отменён).
 «Challenge Plus»
 «Challenge»
| Тур | Турнир                   | Дата и призовой фонд (USD) | Мужской одиночный разряд | Женский одиночный разряд | Мужские пары                          | Женские пары                 | Смешанные пары                 | Юноши до 21 года   | Девушки до 21 года |
| --- | ------------------------ | -------------------------- | ------------------------ | ------------------------ | ------------------------------------- | ---------------------------- | ------------------------------ | ------------------ | ------------------ |
| 1   | Spanish Open Гвадалахара | 4-8 февраля                | Кирилл Герасименко       | Honoka Hashimoto         | Nima Alamian Noshad Alamian           | Satsuki Odo Saki Shibata     | -                              | Rares Sipos        | Maki Shiomi        |
| 2   | Portugal Open Лиссабон   | 12-16 февраля              | Dang Qiu                 | Касуми Исикава           | Жуан Жералду Diogo Carvalho           | Satsuki Odo Saki Shibata     | Emmanuel Lebesson Yuan Jia Nan | Владимир Сидоренко | Maki Shiomi        |
| 3   | Oman Open Маскат         | 11-15 марта                | Sharath Kamal Achanta    | Хитоми Сато              | Aleksandar Karakasevic Lubomir Pistej | Honoka Hashimoto Хитоми Сато | Tristan Flore Laura Gasnier    | Jeet Chandra       | Maki Shiomi        |
| 4   | Polish Open Гливице      | Отменён                    |                          |                          |                                       |                              |                                |                    |                    |
| 5   | Italia Open Риччоне      | Отменён                    |                          |                          |                                       |                              |                                |                    |                    |
| 6   | Slovenia Open Оточец     | Отменён                    |                          |                          |                                       |                              |                                |                    |                    |
| 7   | Croatia Open Загреб      | Отменён                    |                          |                          |                                       |                              |                                |                    |                    |
| 8   | Thailand Open Бангкок    | Отменён                    |                          |                          |                                       |                              |                                |                    |                    |
| 9   | Belarus Open Минск       | Отменён                    |                          |                          |                                       |                              |                                |                    |                    |
| 10  | Nigeria Open Лагос       | Отменён                    |                          |                          |                                       |                              |                                |                    |                    |
| 11  | Pyongyang Open Пхеньян   | Отменён                    |                          |                          |                                       |                              |                                |                    |                    |
| 12  | Belgia Open Де‑Хаан      | Отменён                    |                          |                          |                                       |                              |                                |                    |                    |
| 13  | Canada Open Ванкувер     | Отменён                    |                          |                          |                                       |                              |                                |                    |                    |
| Тур | Турнир                   | Дата и призовой фонд (USD) | Мужской одиночный разряд | Женский одиночный разряд | Мужские пары                          | Женские пары                 | Смешанные пары                 | Юноши до 21 года   | Девушки до 21 года |